# أدين تلدسلي
أدين تلدسلي (بالإنجليزية: Addin Tyldesley)‏ (1878 – 9 مايو 1962) هو سبّاح من بريطانيا الغظمي راحل، مثّل بلاده في الألعاب الأولمبية الصيفية 1908.

## روابط خارجية
أدين تلدسلي على موقع أوليمبيديا (الإنجليزية)